# Vuolvinus

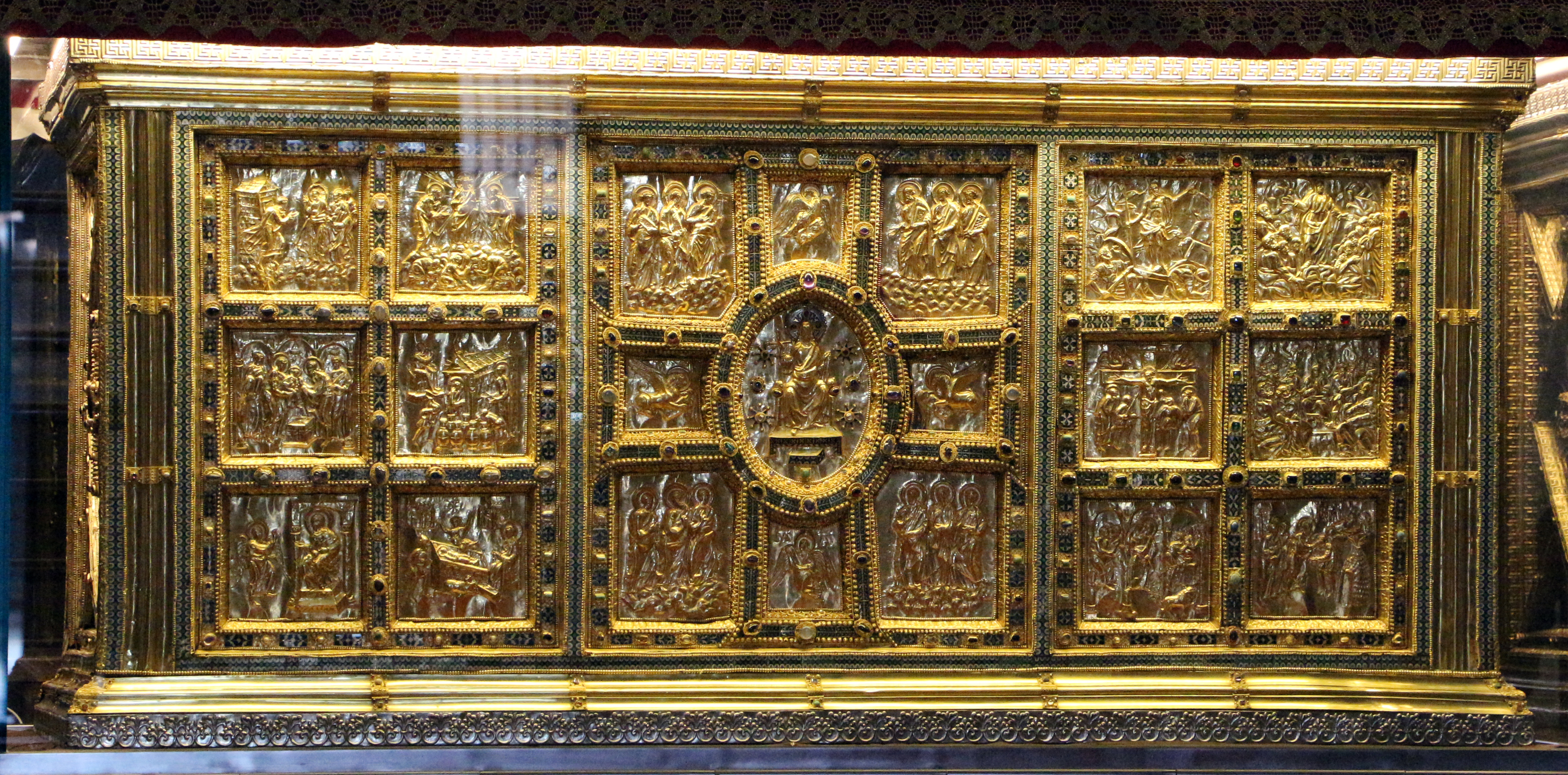
Altar de San Ambrosio de Milán (c. 850)

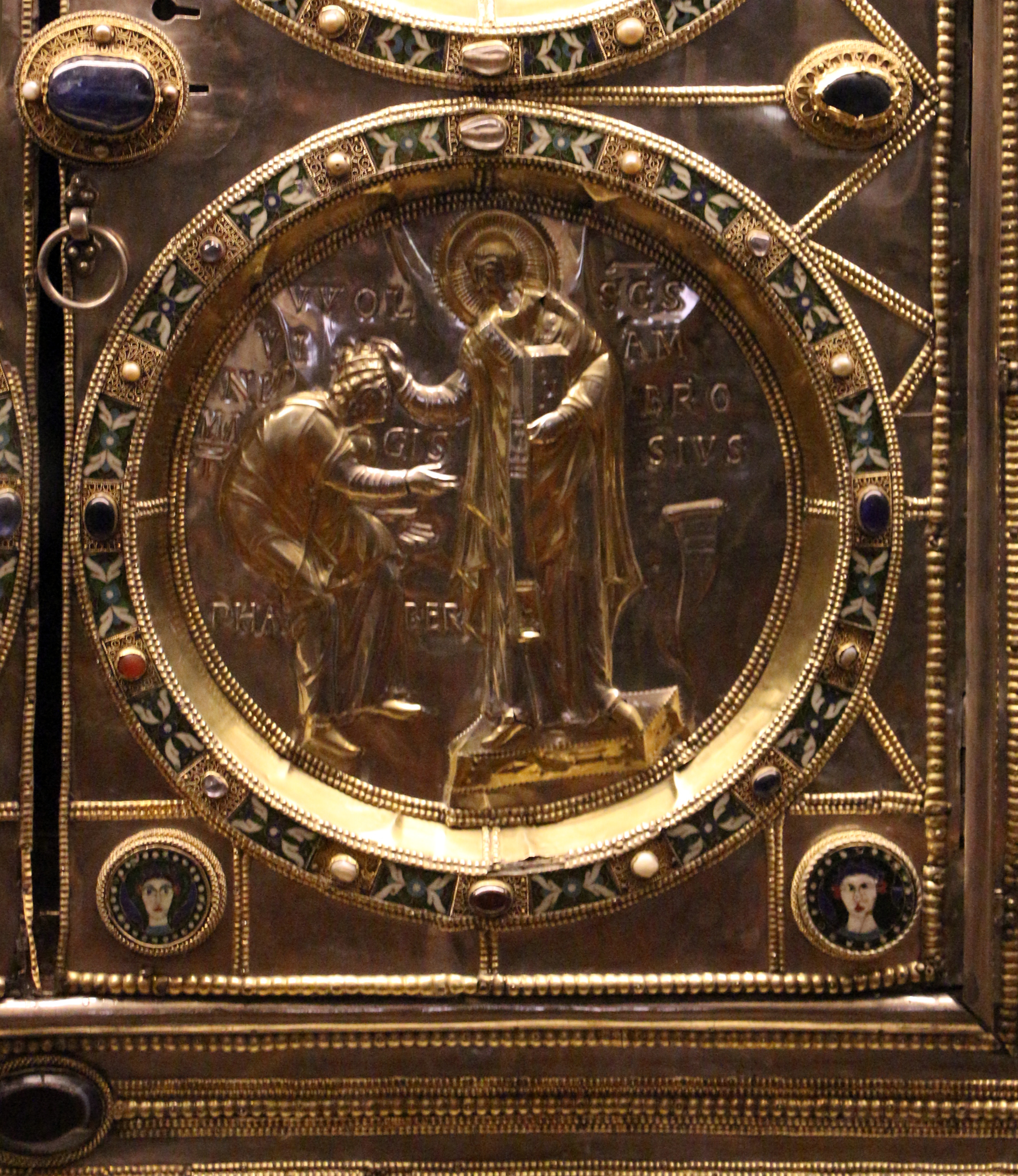
Ambrosio corona a Vuolvinus magister phaber

Vuolvinus (fl. 850) fue un escultor y orfebre italiano, autor del altar de San Ambrosio, en la Basílica de san Ambrosio (Milán).

## Biografía
Apenas se sabe nada de este personaje. Se conoce su nombre por una inscripción en el altar de San Ambrosio de Milán, VUOLVINI MAGIST PHABER. Esta sería sin duda su obra maestra, ya que se trata de una obra excepcional, considerada una de las obras maestras de la orfebrería y de la escultura carolingia. El altar fue encargado por el obispo de Milán Angilberto II. Presenta una parte frontal de chapas de oro repujado enmarcadas por bandas de esmalte, con camafeos engastados, perlas y cabujones. El reverso y los costados son de placas de plata con figuras repujadas y semidoradas. La figuración se compone de varias escenas de la vida de san Ambrosio. En la pieza se detecta la participación de varias manos, por lo que probablemente Vuolvinus sería el jefe de un taller de escultura u orfebrería.